# Seututie 431
Pour les articles homonymes, voir Route 431.
La route régionale 431 (finnois : Seututie 431) est une route régionale allant du village Otava de Mikkeli jusqu'au village Leivonmäki de Joutsa en Finlande.

## Description
La route est la liaison routière principale entre Hirvensalmi et Mikkeli et relie la route nationale 4 et la route nationale 5.